# Феодор Пергийский
Феодор Пергийский — святой II века из Пергии Памфилийской, живший в годы царствования римского императора Антонина Пия. 
Известно имя его матери Филиппии. Во время набора в римскую армию отказался поклониться идолам, за что был мучим на сковороде. Видя его непреклонность и чудесное избавление языческий жрец Диоскор принял христианство. Затем Феодора пытались разорвать конями, но безуспешно. И, наконец, его распяли на кресте. 
День памяти 4 мая (21 апреля).
Голова Феодора Пергийского хранится на горе Афон в Иверионе.